# 八丹乡
八丹乡，是中华人民共和国甘肃省临夏回族自治州康乐县下辖的一个乡镇级行政单位。

## 行政区划
八丹乡下辖以下地区：
麻湾村、叶素村、线家村、李子堡村、黄家庄村、吊庄村、芦子沟村和斜路坡村。